# Anàlisi d'elements filmogràfics
L’anàlisi d’elements filmogràfics és una disciplina crítica i tècnica que se centra en la descomposició i interpretació dels diferents elements que conformen una obra audiovisual. Des de la llum i el color fins a la composició de la imatge, el so, la narrativa visual i la direcció d’actors, aquesta anàlisi permet desentranyar els mecanismes que utilitzen els creadors per comunicar missatges, emocions i significats profunds. A través de l’estudi detallat d’aquests aspectes, els espectadors i els professionals del cinema poden comprendre millor l’estructura, l’impacte i la intenció d’una pel·lícula.

## La trama i la història
La trama és el fil argumental que es crearà al voltant d'un argument o història inicial. Clàssicament, la trama es divideix en tres parts: plantejament, nus i desenllaç, i diverses subtrames que donen vitalitat al transcurs de les escenes.
La història o argument explica el conjunt de fets que s'hi narren, a partir dels quals es desenvolupa l'acció de la pel·lícula. No ha de ser excessivament llarga, però tampoc massa breu. La pel·lícula mitjana dura aproximadament dues hores; així doncs, l'obra ha de tenir prou pes argumental per omplir aproximadament aquest espai de temps. Allargar un agrument curt, o viceversa, sol portar una pèrdua d'interès per part dels espectadors.

## El temps
El temps en una pel·lícula és un dels factors més importants que condicionarà el tipus d'estructura narrativa. Jugar amb el temps és un factor imprescindible en una pel·lícula, ja que es modificarà el ritme narratiu: els temps utilitzats en una persecució, per exemple, no són els mateixos que els utilitzats en una escena de seducció.
Es poden diferenciar dos tipus de temps: el temps de la història, que és el lapse de temps en què ocorren els fets, i el temps del relat, que és allò que la composició fa durar el temps de la història. Per exemple: la pel·lícula Jurassic Park, de Steven Spielberg, té 127 minuts de durada (temps del relat), però segueix els fets que els passen als personatges durant diversos dies.
Hi ha diversos estils per manipular el temps, com el flashback, el flashforward (salts endavant i enrere en el temps del relat), l'el·lipsi d'esdeveniments, la descripció, la digressió o la dilatació (moments en què l'autor, deliberadament, fa que el temps duri més o menys del que hauria de fer, normalment per explicar amb detall els pensaments d'un personatge o per obviar les parts que considera tedioses o innecessàries).

## L'espai
L´anàlisi d´espais és un tema de gran amplitud. L'espai d'una pel·lícula són els escenaris en què transcorren les escenes d'aquesta mateixa. Hi ha diverses maneres de classificar-los: poden ser espais arquitectònics o geogràfics, oberts o interiors, reals o imaginaris… es tracta d'una llista infinita. La quantitat d'espais necessaris en una pel·lícula no està numerada; es pot fer ús d'una gran quantitat (Around the World in 80 Days) o servir-se de només un o dos (12 angry men)

## Els personatges
L'anàlisi de personatges és un dels factors més estudiats, tant en pel·lícules i obres visuals com obres literàries; per exemple, contes o novel·les. Un personatge amb què el públic es pugui identificar, o que se'n guanyi l'afecte, en moltes ocasions és tot el que es necessita per salvar una pel·lícula. No tots són idèntics. Cada figura del relat és diferent de les altres, i, per descomptat, no hi ha un esquema fix per generar motlles d'individus: hi ha personatges principals, secundaris i terciaris; personatges plans o rodons... la llista és llarga. A final, els aspectes a tenir en compte quan es crea o analitza un personatge vindran donats per la profunditat i la dedicació que l'autor o guionista hagi posat a les seves descripcions i anotacions.